# جورج أبوت (أسقف)
جورج أبوت (بالإنجليزية: George Abbot)‏ من مواليد (19 أكتوبر 1562 -5 أغسطس 1633) عالم لاهوت انكليزي الذي كان كبير أساقفة كانتربري من العام 1611 إلى 1633.
كما شغل منصب المستشار الرابع لكلية ترينيتي في دبلن، من 1612 إلى 1633.وصفه قاموس السيرة الذاتية بأنه "إنسان أصيل ولكنه لديه نزعة كالفينية من بين إخوته الخمسة، أصبح روبرت أسقف سالزبوري وموريس أصبح عمدة مدينة لندن.وكان المترجم لنسخة الملك جيمس، وهو رئيس أساقفة كانتربري الوحيد الذي قتل شخصا رغم أن حادث القتل كان عرضيا.

## روابط خارجية
- جورج أبوت على موقع الموسوعة البريطانية (الإنجليزية)